# ФриКодКамп
фриКодКамп (енгл. freeCodеСаmр - такође познат и као Free Code Саmр) је непрофитна организација која се састоји од инетрактивног учења на веб платформи ,онлајн форума, собе за дописивање, објављивања на медијуму (енгл. Medium) и локалних организација које се труде да учење о развоју веб-а буде доступно свима. Почињући са туторијалима који упознаје ученике са HTML, CSS, JavaScript, ученици напредују да израђују задатке које морају испунити сами или у паровима. По завршетку свих пројеката, студенти се здружују са другим непрофитним организацијама да граде апликације, дајући студентима практично искуство у развоју.

## Историја
фриКодКамп је представљен у октобру 2014. године и инкорпориранје као Фри Код Камп (енгл. Free Code Camp), Инц. Оснивач, Квинси Ларсон је софтверски програмер који је почео програмирати након постдипломске школе и створио фриКодКамп као начин за усмеравање напредовања ученика од почетника до спремности за рад.
У подкаст интервју-у 2015., он је резимирао његову мотивацију за креирање фриКодКамп-а на следећи начин: "фриКодКамп је мој напор да исправим крајње неефикасан и кружан начин на који сам научио да кодујем. Завршавам своју каријеру и цео живот у прављењу овог процеса што ефикасније и безболније. Све оне ствари које су чиниле да кодирање ствара ноћну мору, су ствари које покушавамо да решимо помоћу фриКодКамп-а.

Оригинални наставни план и програм који се фокусирао на MongoDB, Express.js, AngularJS, и Node.js и процијењен је да траје 800 сати за завршетак. Многе лекције су биле везе са бесплатним материјалом на другим платформама, као што су Кодакадеми (енгл. Codecademy), Станфорд (енгл. Stanford), или Код Скул (енгл. Code School). Курс је био подељен на "Вејпоени" (брзе интерактивне туториале), "Ломаче" (алгоритамске изазове), "Зип-линије" (фронт-енд пројекти) и "Основни-скокови" (потпуни пројекти). Завршавањем фронт-енд и пуних пројеката награђујемо ученике са поштоаним сертификатом. 
Наставни план је ажуриран у јануару 2016. године да би се мање ослањали на спољашњи материјал, уклонили имена неконвенционалних секција и пребацили фокус са AngularJS на React.js као изборну фронт-енд библиотеку. Било је доста допунских предмета укључујући D3.js и Sass, што је довело укупну процену на 2.080 сати и још два сертификата, визуелизацију података и бек-енд.

### Квинси Ларсон
Након повратка са путовања у Кину, Ларсон је био инспирисан покретању фриКодКамп-а како би људима пружио прилику да уче програмирање. Након шест година живота у Сан Франциску, Ларсон сада живи у Оклахома Сити-ју(енгл. Oklahoma City), Оклахома. 

## Наставни план
Самоучињени наставни план укључује 1.200 сати интерактивног кодирања и веб развојних пројеката, плус 800 сати доприноса за пројекте са отвореним изворима за непрофитне организације и стално се проширује на више изазова и пројеката. Ово се односи на око годину дана пуног радног времена. Наставни план и програм је подељен на фронт-енд развој, визуелизацију података, развој бек-енд-а и развој комплетног складишта. Учесници добијају сертификат након завршетка сваког одсека.
Наставни план наглашава програмирање у пару, намењено подстицању културе сарадње и заједничког учења, који могу превладати сумњу ученика о адекватности њихових вештина (популарно назван "импостор синдром").
Језици и технологије које тренутно предаје фриКодКамп укључују HTML5, CSS 3, JavaScript, jQuery, Bootstrap, Sass, React.js, Node.js, Express.js, MongoDB, и Git.

## Непрофитни рад
Када студенти фриКодКамп-а завршавају све сертификате из наставног плана и програма, добијају прилику да раде са непрофитним организацијама. Примери су били углавном у Индонезији - непрофитни Коперник и ,,Људи Спашавају Животиње” са седиштем у Индонезији. Организација је донирала 1.400.000 америчких долара за потребе развоја радова за непрофитне организације од јануара 2017. године.
У 2016. години, фриКодКамп објавио је своју иницијативу "Опен Сорс За Добро"(енгл."Open Source for Good), која се проширује и отвара изворе својих непрофитних радова свим непрофитним организацијама и организацијама које је користе. У року од десет месеци од покретања, иницијатива је створила седам алата изворног отвореног кода. ,,Пошта за Добро” (енгл. Mail for Good) је један од пројеката који помаже организацијама да шаљу многе е-поруке по ниској цени, који служи као јефтинија алтернатива услугама као што је МејлЧимп (енгл. MailChimp)

## Посећеност сајта
фриКодКамп платформу користи око 350.000 јединствених посетилаца месечно, са студентима из преко 160 земаља. Према Алекси (енгл. Alex), фриКодКамп је рангиран на око 3,014 месту глобално и заузима око 1,737. место у Сједињеним Државама у смислу месечног саобраћаја.
фриКодКамп има међународне, групе које воде заједнице где ученици могу да комуницирају лично. Неке групе су објављене у локалним вестима, позивајући се на фриКодКамп као увод у програмирање како би попунили процењено место у програмским пословима у наредној деценији.

## Јутјуб канал
Од 2014. године, freeCodеСаmр има и Јутјуб канал под истоименим називом, који је 18. јануара 2021. имао 3,03 милиона претплатника а укупан број прегледа свих предавања на њему је износио 146 милиона.